# Kossoumo
Kossoumo, Kosumo ou Kosoumo est un village du Cameroun situé dans le département de la Bénoué et la région du Nord. Il fait partie de la commune de Gashiga et de l'arrondissement de Demsa.

## Population
Lors du recensement de 2005, 924 habitants y ont été dénombrés, avec 282 à Kossoumo I, 476 à Kossoumo II et 166 à Kossoumo III.